# 영주 만취당
만취당(晩翠堂)은 대한민국 경상북도 영주시 이산면 신암리에 있는, 영주지역의 연안김씨를 대표하는 조선시대의 건축물이다. 2003년 12월 15일 경상북도의 문화재자료 제451호로 지정되었다.

## 지정 사유
만취당은 영주지역의 연안김씨를 대표하는 건물로서 건립년대가 확실하고 중수내용까지 밝혀져 있다. 일반적으로 강학을 위한 평면구성방법은 중당협실형(中堂夾室形)이 많으나 여기서는 특이한 구조를 보이고 있다. 또한 상부구조와 창호구성, 치목수법 등에서 건축년대와 중수시기에 부합되는 부분들이 잘 보존되고 있어 문화재자료로 지정한다.

## 같이 보기
- 영주 만취당 김개국 종중 소장 전적 및 책판 - 경상북도 유형문화재 제346호

## 참고 문헌
- 영주 만취당 - 국가유산청 국가유산포털